# ジャン＝アシル・ベヌヴィル
ジャン＝アシル・ベヌヴィル（Jean-Achille Benouville、1815年7月15日 - 1891年2月8日）はフランスの画家である。イタリアの風景画を描いたことで知られる。

## 略歴
パリで生まれた。弟に宗教画や「オリエンタリズム」の絵画を描いた画家、フランソワ＝レオン・ベヌヴィル（François-Léon Benouville, 1821年 - 1859年）がいる。フランソワ＝エドゥアール・ピコに学んだ後、レオン・コニエに学んだ。パリ近郊やコンピエーニュ、フォンテーヌブローなどの風景画を描いた。1834年に初めてサロン・ド・パリに出展した。1837年のローマ賞の歴史風景画部門 (Prix de Rome du paysage historique) に出展し、2位となった。1838年から国外を訪れるようになり、1843年にジャン＝バティスト・カミーユ・コローとローマを訪れて風景画を描いた。1845年にローマ賞 (Prix de Rome du paysage historique) を受賞した。この年、弟のフランソワ＝レオンは歴史画部門のローマ賞 (Prix de Rome de peinture de peinture d'histoire) を受賞した。ローマ賞の奨学制度で在ローマ・フランス・アカデミーで3年間学び、留学期間が終わった後も、1871年まで30年近く、作品をフランスに送りながらローマで活動を続けた。パリに戻った後も1975年にはオランダを旅している。
指導を受けたコローの風景画の影響を受けていたが、より繊細なスタイルの風景画を描いたとされる。
息子のピエール（Pierre Benouville, 1852年 – 1889年）とレオン（Léon Benouville, 1860年 – 1903年）は、建築家となった。

## 作品

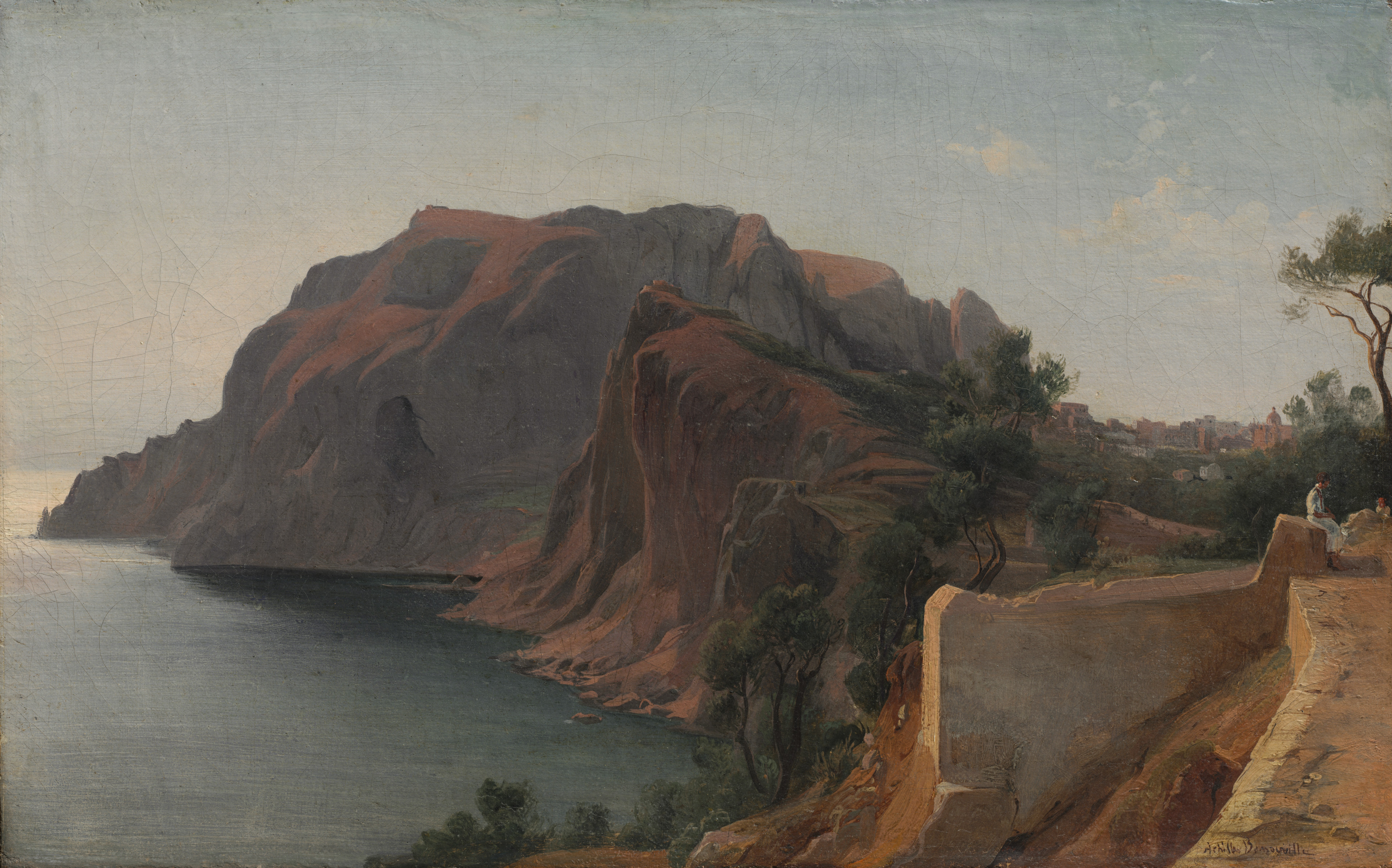
Capri
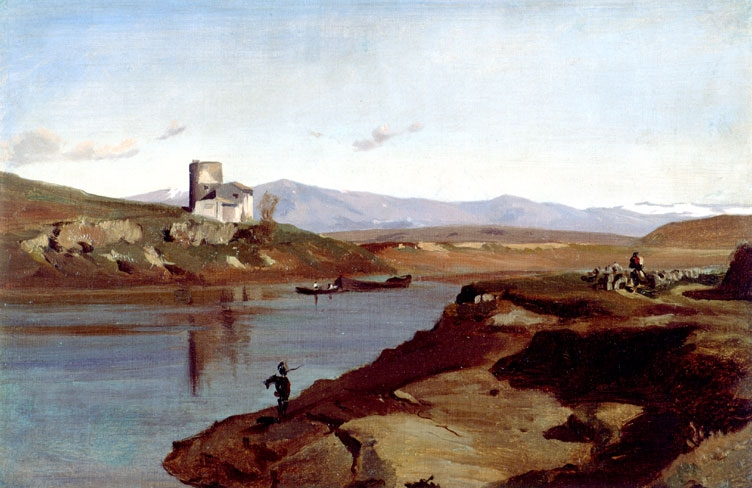
Paesaggio italiano
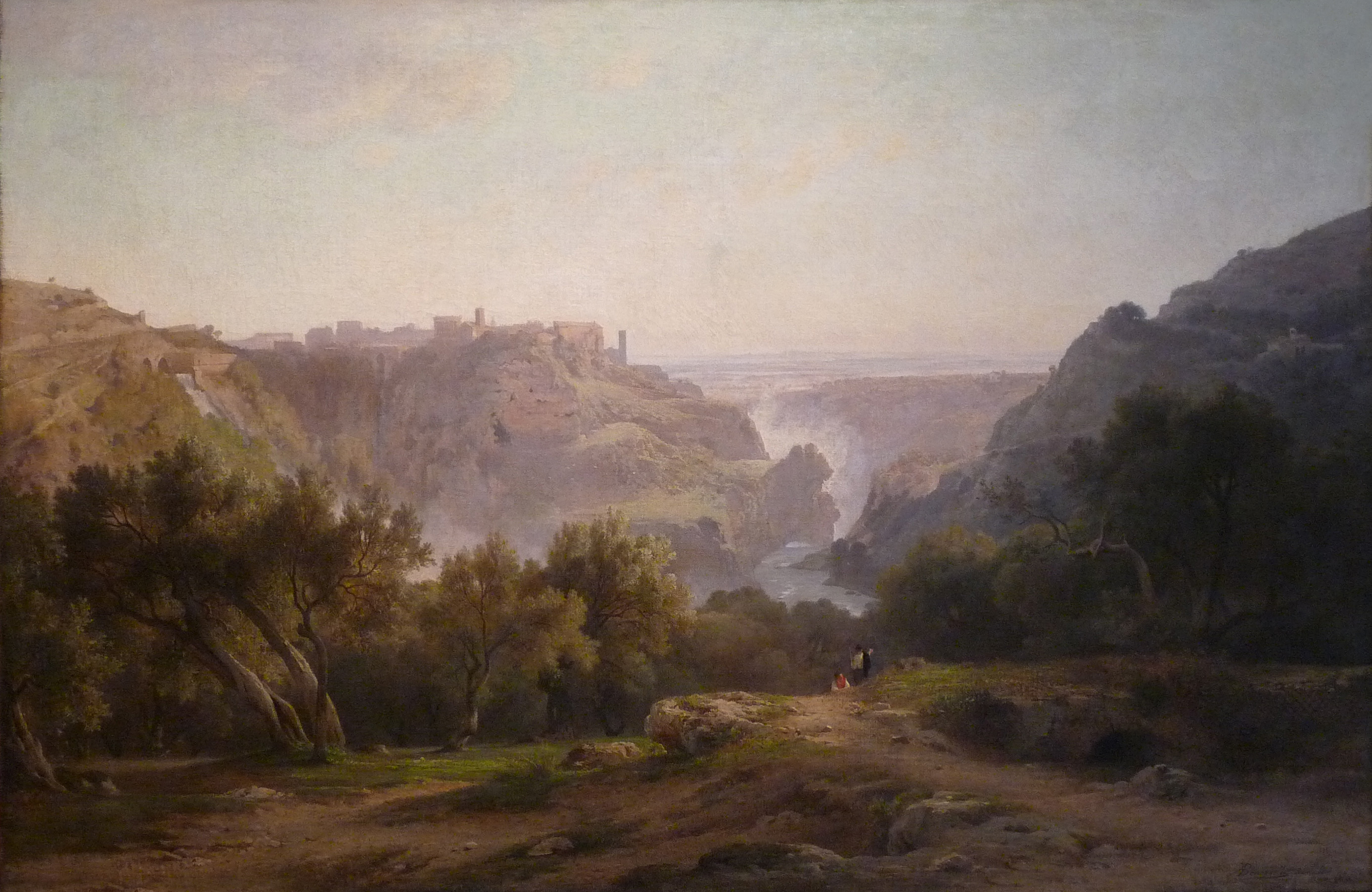
Tivoli
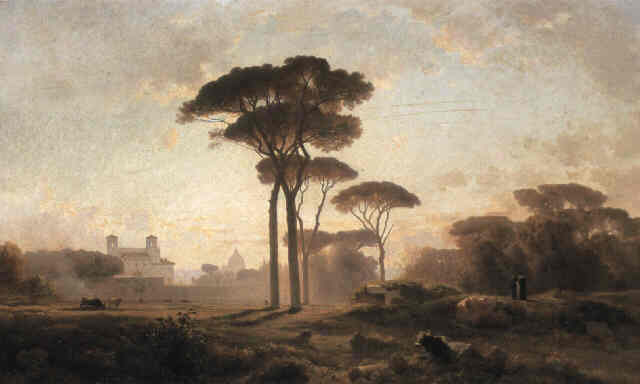
Villa Medici
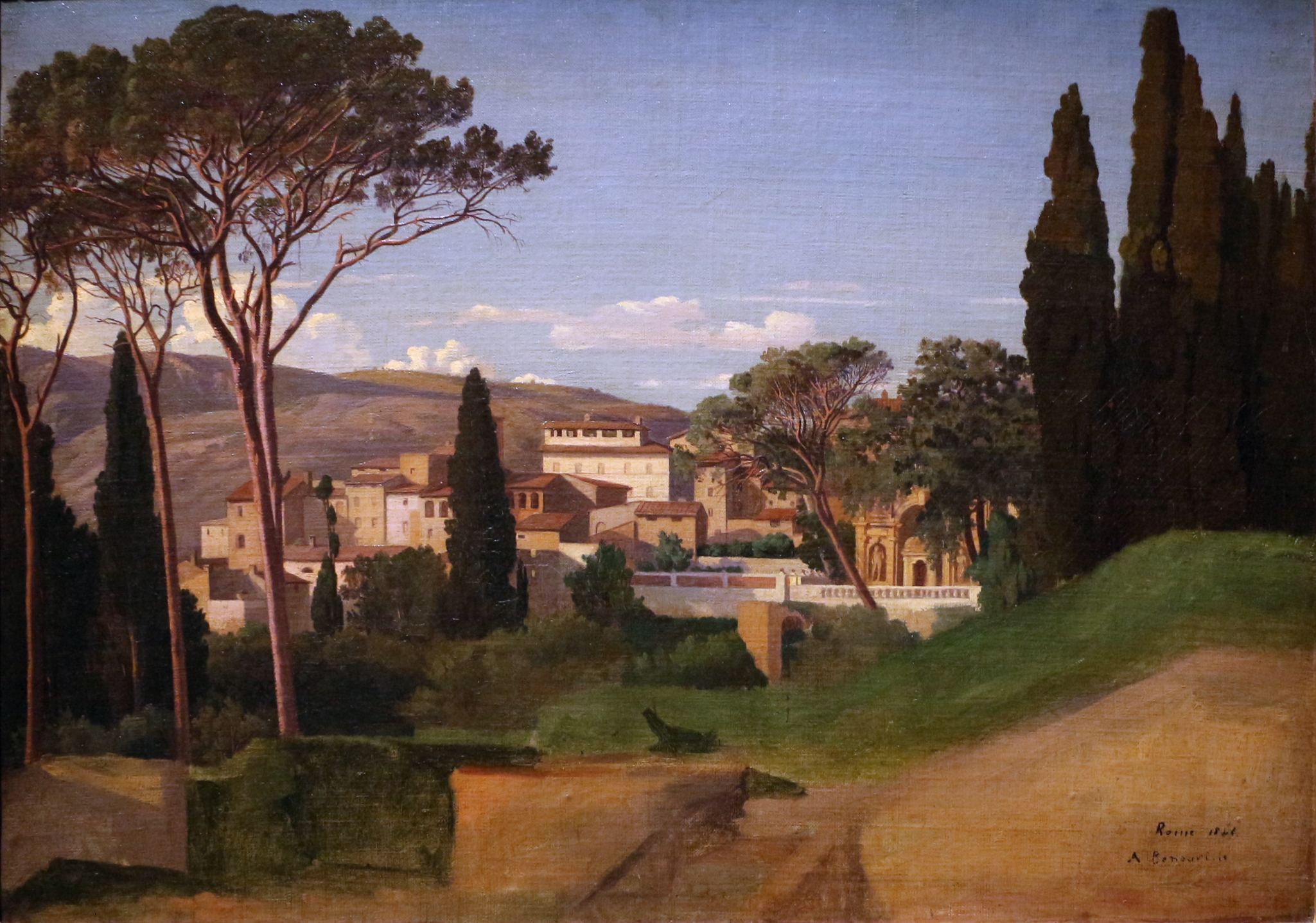
Una villa romana
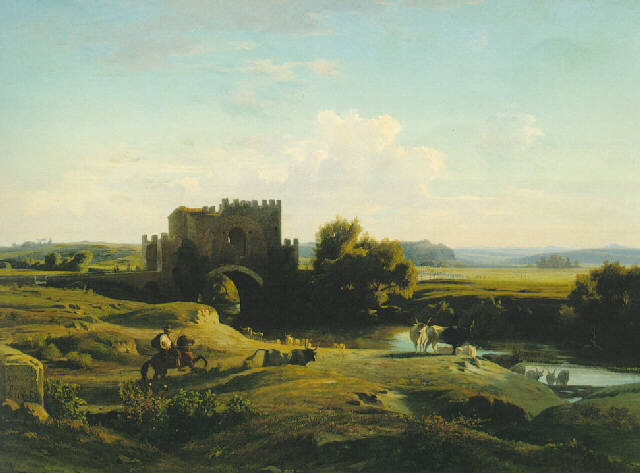
Ponte Nomentano
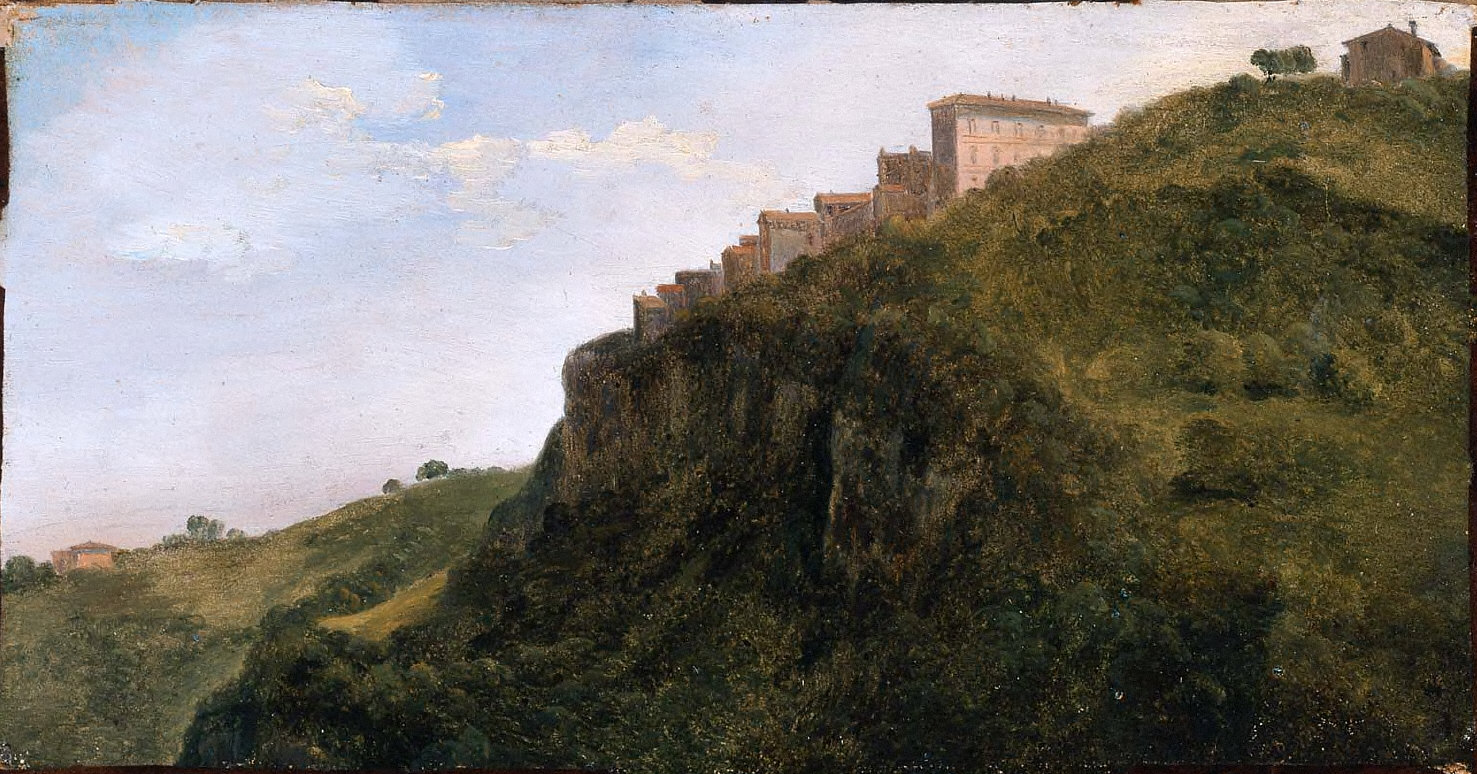
Paese italiano sulla collina
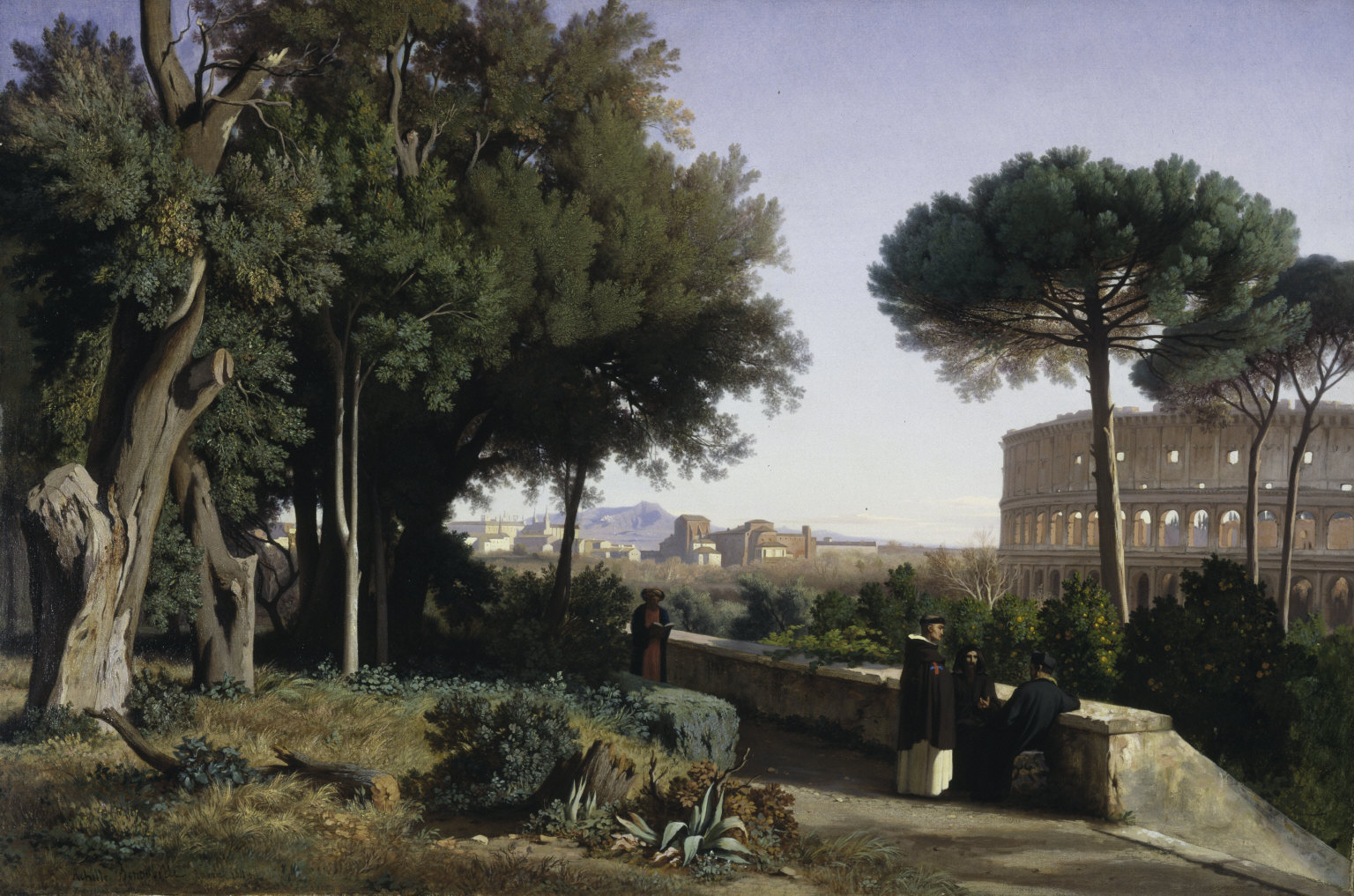
Il Colosseo visto dal colle Palatino